# Brinckochrysa turkanensis
Brinckochrysa turkanensis is een insect uit de familie van de gaasvliegen (Chrysopidae), die tot de orde netvleugeligen (Neuroptera) behoort. 
Brinckochrysa turkanensis is voor het eerst wetenschappelijk beschreven door Navás in 1936.